# Boissy-le-Repos

Boissy-le-Repos este o comună în departamentul Marne, Franța. În 2009 avea o populație de 205 de locuitori.